# Octocannoides ocellata
Octocannoides ocellata är en nässeldjursart som först beskrevs av Menon 1932.  Octocannoides ocellata ingår i släktet Octocannoides och familjen Octocannoididae.
Artens utbredningsområde är Indiska oceanen. Inga underarter finns listade i Catalogue of Life.